# كلاوديو سيبولفيدا
كلاوديو سيبولفيدا (بالإسبانية: Claudio Sepúlveda)‏ (19 يونيو 1992 في تشيلي - ) هو لاعب كرة قدم تشيلي في مركز الوسط. لعب مع نادي أونيفرسيداد كاتوليكا وهواتشيباتو ورينجرز دي تالكا.

## وصلات خارجية
- كلاوديو سيبولفيدا على موقع قاعدة بيانات كرة القدم.إي يو (الإنجليزية)
- كلاوديو سيبولفيدا على موقع Soccerway.com (الإنجليزية)
- كلاوديو سيبولفيدا على موقع AS.com (الإسبانية)